# Salamon Konrád
Salamon Konrád (Pécs, 1941. október 15. – ) magyar történész, muzeológus, az Eötvös Loránd Tudományegyetem korábbi oktatója.

## Élete
Nagykanizsán szerezte meg 1960-ban az érettségi bizonyítványát. Ezt követően az Eötvös Loránd Tudományegyetemen tanult tovább, és 1965-ben magyar-történelem szakos diplomát, 1968-ban egyetemi doktorátust szerzett. Egyetemi tanárként (Eötvös Loránd Tudományegyetemen) és muzeológusként működött éveken át, részt vett az első lakiteleki találkozón, és néhány éven át politizált is a Magyar Demokrata Fórum színeiben. 2002-től a Magyar Tudományos Akadémia doktora.

## Munkássága
Fő kutatási területe a 20. századi magyar történelem. Számos szaktudományi műve mellett középiskolai történelemkönyvet is írt az 1990-es években. Ennek célja Salamon szerint az volt, hogy a mű szemléletében, nyelv- és fogalomhasználatában szakítson a rendszerváltás előtti, marxista–leninista felfogású történelemtankönyvekkel.
A rendszerváltás előtti időszakban az államszocializmus lelkes támogatójaként olyan művei jelentek meg, mint a Fejér megye a szocializmus útján, az 1989-1990-et követő időszakban azonban a szocialista rendszer heves kritikusává vált és azóta is ebben a szellemben jelenteti meg tanulmányait.
Jelentős műve emellett a rendszerváltást követő két évtized feldolgozása (A magyar ezredforduló krónikája – 1989–2009), amely megfogalmazása szerint „a kommunisták bukásától a posztkommunisták bukásáig terjedő időszakot tekinti át”. 
Salamon Konrád idős korában is aktív, nyomtatott és elektronikus folyóiratokban (Hitel, Újkor, Mandiner, Rubicon, Magyar Napló, Agrártörténeti Szemle, Társadalomtudományi Közlöny, Valóság stb.) is rendszeresen ír, illetve előadásokat is tart.

## Könyveinek listája
- Fejér megye a szocializmus útján, Székesfehérvár, 1970 (társszerző: Kovács János)
- A Márciusi Front, Akadémiai Kiadó, Budapest, 1980 (Értekezések a történeti tudományok köréből-sorozat)
- Utak a Márciusi Front felé, Magvető Kiadó, Budapest, 1982
- A Német Szövetségi Köztársaság története, Kossuth Könyvkiadó, Budapest, 1986 (társszerzők: Kalmár Árpád, Párdányi Miklós)
- A harmadik út kísérlete, Eötvös Kiadó, Budapest, 1989
- Erkölcs és politika: Kiss Sándor élete, Püski Kiadó Kft., Budapest, 1991
- Történelem IV. a középiskolák IV. osztálya számára, Nemzeti Tankönyvkiadó Rt., Budapest, 1994
- Magyar történelem 1914–1990. Felsőoktatási tankönyv, Nemzeti Tankönyvkiadó Rt., Budapest, 1995
- A csonka ország. Magyarország története 1914–1945, Magyar Könyvklub – Helikon Kiadó, Budapest, 1998 (társszerző: Gergely Jenő, Új képes történelem-sorozat)
- Tisztelt Ház! A magyar országgyűlések története 1848–1998. Budapest 1998 (társszerzők: Dobszay Tamás, Estók János, Szerencsés Károly, Tombor László)
- Magyarország képes története. A kezdetektől napjainkig, Magyar Könyvklub, Budapest, 1999 (társszerzők: Csorba Csaba, Estók János)
- Nemzeti önpusztítás 1918–1920. Forradalom – proletárdiktatúra – ellenforradalom, Korona Kiadó, Budapest, 2001
- A harmadik út küzdelme. Népi mozgalom 1947–1987, Korona Kiadó, Budapest, 2002
- Rendszerváltoztató újratemetés 1989. június 16., Kairosz Kiadó, Budapest, 2003
- Történelem 12. a középiskolák 12. évfolyama számára, Korona Kiadó, Budapest, 2005
- (szerkesztő) Tanárképzés és tudomány – Lapok az egyetemes és magyar művelődéstörténetből, ELTE-NYK, Budapest, 2007 (szerkesztőtársak: Katona András, Ládi László)
- A magyar ezredforduló krónikája 1989–2009, Auktor Könyvkiadó, Budapest, 2009
- Ez volt a magyar 20. század, Auktor Könyvkiadó, Budapest, 2008
- A harmadik úton: magyar irodalmi és történelmi sorsfordulók. Tanulmányok, esszék, cikkek, Magyar Napló Kiadó, Budapest, 2011
- (főszerkesztő) Világtörténet, Akadémiai Kiadó, 2011 (Akadémiai kézikönyvek-sorozat)
- Az őszirózsás forradalomról és az első köztársaságról. Harag és elfogultság nélkül, Éghajlat Könyvkiadó Kft., Budapest, 2012
- Tizenkét nap szabadság 1956. Az első antikommunista forradalom, Magyar Napló, Budapest, 2014
- Magyarország Sorstragédiái a 20. században, Éghajlat Könyvkiadó, 2014  (társszerzők: Raffay Ernő, M. Kiss Sándor)
- Tüntetések könyve – Negyedszázad 56 tüntetése Magyarországon (1988–2013), Antológia Kiadó, 2014 (társszerzők: Katona András, Kiszelly Zoltán, Simon János, Zachar Péter Krisztián)
- "Harag és elfogultság nélkül". Irodalmi és történelmi tanulmányok, Magyar Napló Kiadó, 2017
- Kovács Imre forradalma – A földreform és a népképviselet Dózsája, Magyar Napló Kiadó, 2021
- Nemzeti torzsalkodás vagy magyar jövő? Tanulmányok; Írott Szó Alapítvány, Bp., 2022

Emellett számos egyéb könyvbe írt kisebb fejezeteket, tanulmányokat.

## Díjai
- A Magyar Érdemrend lovagkeresztje (2023)